# Eforie
Eforie es una ciudad con estatus de oraș de Rumania en el distrito de Constanța.

## Geografía
Se encuentra a una altitud de 12 m sobre el nivel del mar y a una distancia de 226 km de la capital, Bucarest.

## Demografía
Según estimación 2012 contaba con una población de 9709 habitantes.
| 1948  | 1956  | 1966  | 1977  | 1992  | 2002  | 2012  |
| 1 503 | 3 286 | 6 617 | 9 507 | 9 316 | 9 465 | 9 709 |